# Tetragnatha marquesiana
Tetragnatha marquesiana är en spindelart som beskrevs av Lucien Berland 1935. Tetragnatha marquesiana ingår i släktet sträckkäkspindlar, och familjen käkspindlar. Inga underarter finns listade i Catalogue of Life.